# Señorío de Molina (comarca)

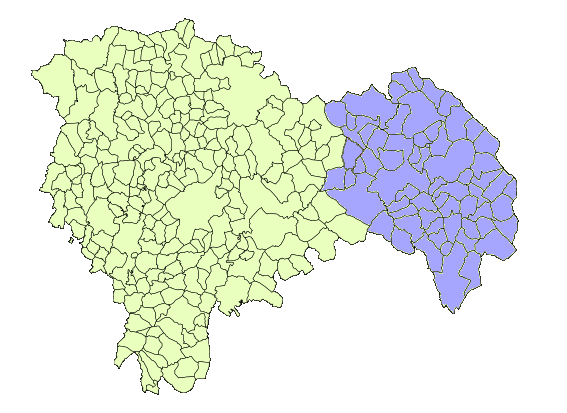
Comarca del Señorío de Molina (azul) en la provincia de Guadalajara.

El Señorío de Molina o Señorío de Molina-Alto Tajo es una comarca de la provincia española de Guadalajara, cuya capital y ciudad más poblada es Molina de Aragón. Su territorio coincide en su mayor parte con el del antiguo Real Señorío de Molina.
Esta comarca limita al norte con Soria (comarca de Tierra de Medinaceli) y Zaragoza (comarca de la Comunidad de Calatayud), al este con Zaragoza (comarca del Campo de Daroca) y Teruel (comarca del Jiloca), al sur con Teruel (comarca de la Sierra de Albarracín y al oeste con la provincia de Cuenca (comarca de la Serranía Alta) y el resto de la provincia de Guadalajara (comarcas de la Sierra Norte de Guadalajara y de La Alcarria).
En su territorio predominan los pequeños pueblos, prácticamente deshabitados la mayor parte. Aunque es una zona de grandes atractivos, es una de las más abandonadas de toda España. Cuenta con una población de 7.480 habitantes distribuidos en una vasta extensión, por lo que la densidad de población es muy baja y sus habitantes representan un pequeño porcentaje dentro del total de la provincia de Guadalajara.
En su territorio destaca el parque natural del Alto Tajo, de gran interés ecológico.
Por su singularidad histórica, se trata del único territorio de ámbito comarcal mencionado expresamente en el Estatuto de Autonomía de Castilla-La Mancha, previéndose la posibilidad de reconocerlo por ley como entidad supramunicipal con personalidad jurídica propia.

## Demografía y economía
Debido a las duras condiciones climáticas y orográficas y a la lejanía de los grandes núcleos urbanos, ninguno de ellos ha estado nunca excesivamente poblado, e históricamente tan solo Molina de Aragón, Checa y Alustante, tradicionales centros mercantiles y trashumantes, han superado el millar de habitantes, aunque un buen número de ellos si alcanzaba o se acercaba a los quinientos vecinos. A mediados del siglo XIX se comenzaron a abrir las primeras minas de caolín en la zona, lo que provocó un cambió en los usos económicos de la zona, tradicionalmente madereros y ganaderos trashumantes, y la población aumentó considerablemente. A lo largo de un siglo, durante la segunda mitad del XIX y toda la primera mitad XX, la población fue bastante estable. Sin embargo, a partir de los años 1960, consecuencia del Plan Nacional de Estabilización Económica de 1959 y la consecuente industrialización del país, comenzó un período de emigración a las ciudades, principalmente a Madrid, Barcelona y Valencia, y la población descendió exponencialmente desde entonces. En los primeros años del siglo XXI muchos pueblos quedaron deshabitados en los meses invernales, otros se agregaron a municipios mayores formando grandes términos, como el de Corduente, uno de los mayores de toda la provincia de Guadalajara. La población total supone una quinta parte respecto a la que había a mediados del siglo XX. Solamente los más turísticos ganan algo de población, sobre todo desde la declaración del Alto Tajo como parque natural.

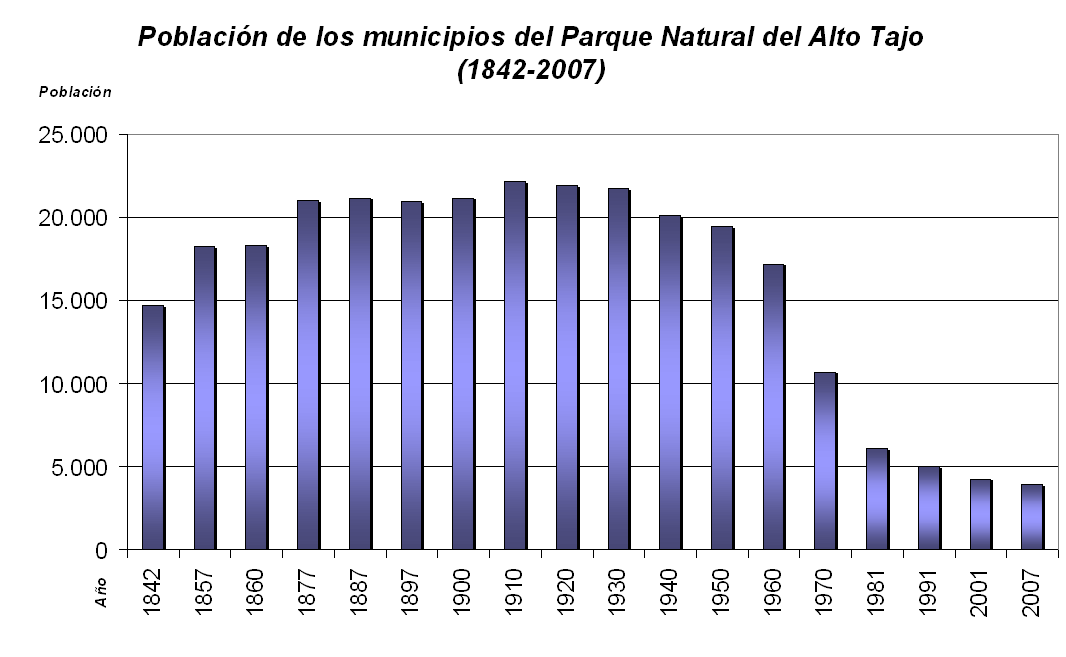
Censo histórico de los municipios del Alto Tajo en el que se observa el paulatino y acusado descenso poblacional sufrido desde los años 1960.

## Clima
Esta comarca posee un clima frío en un contexto ibérico con un importante grado de continentalidad. Se etiqueta como Cfb en la clasificación climática de Köppen. Los inviernos son fríos y rigurosos, con un promedio de 44 noches por debajo de -5 °C y una media anual de 122 noches con helada. Los veranos son suaves y en promedio la máxima diaria solo rebasa la barrera de los 30 °C 40 días al año. En la estación meteorológica de Molina de Aragón se han registrado mínimas absolutas históricas que han llegado hasta los -28 °C, midiéndose en su estación meteorológica las temperaturas más bajas de España. El 28 de enero de 1952 se registró una temperatura de -28,2 °C y el 17 de diciembre de 1963 se registró -28 °C.

## Flora y fauna

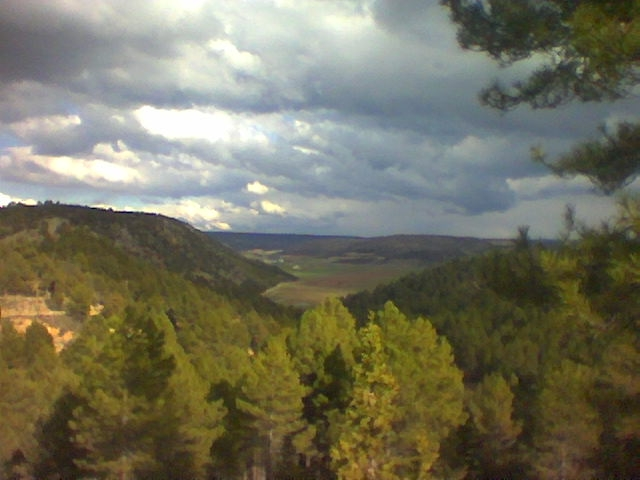
Valle de la Vega de Arias (Fuembellida-Tierzo)

Abundan los sabinares y pinares, con gran presencia de sabinas albares y pinos, tanto silvestres como negrales y rodenos. Destaca también la presencia de quejigales, melojares y rebollares, además de endrinas, boletus y níscalos.
Entre las aves abundan buitres leonados, cernícalos, gavilanes, azores, águilas perdiceras, halcones peregrinos, perdices y varias especies de búhos, y entre los mamíferos zorros, gatos monteses, venados, murciélagos, tejones, nutrias y comadrejas.

## Monumentos y zonas de interés

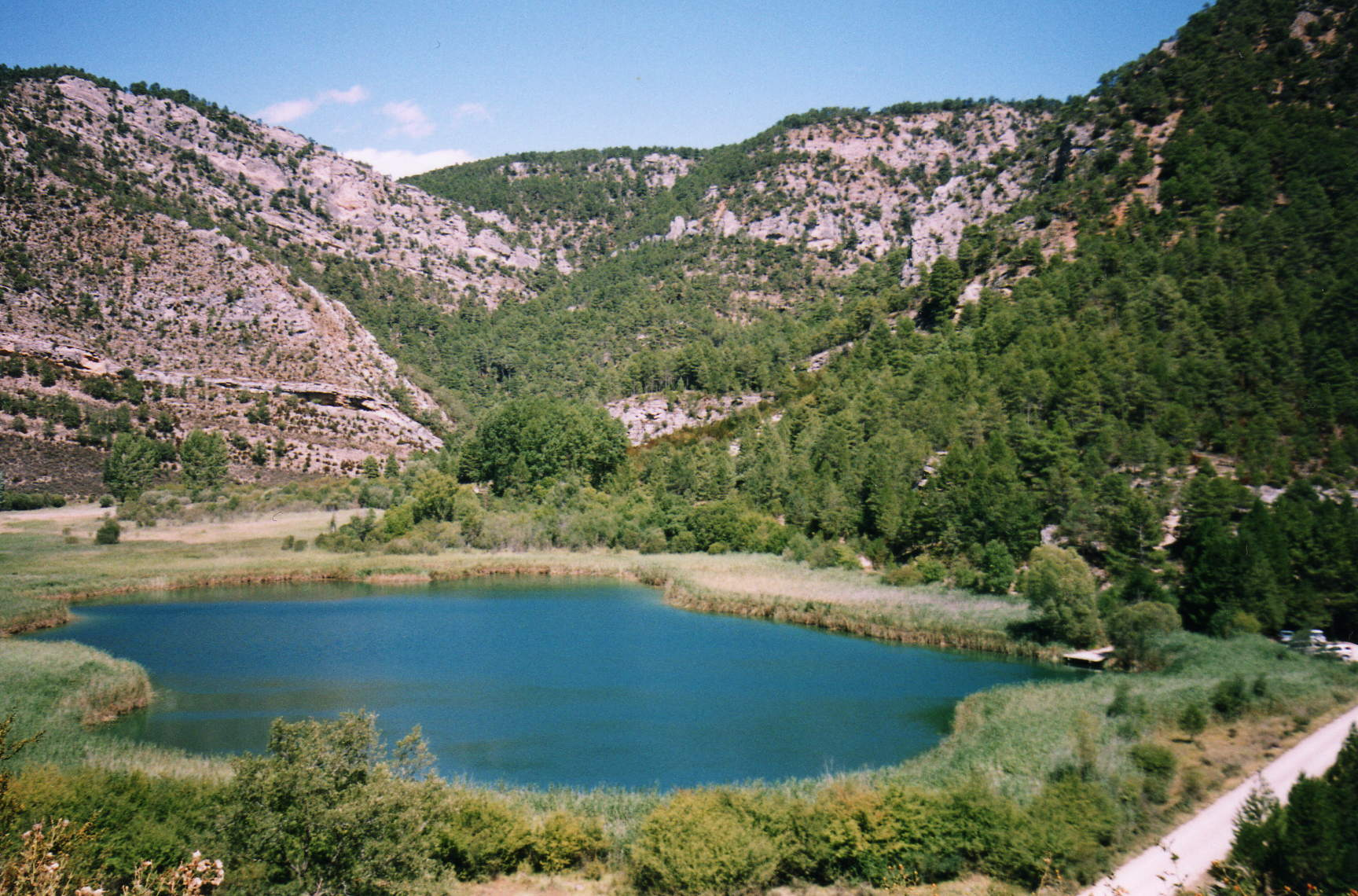
Laguna de Taravilla

Son de interés en la zona el Castillo de Molina de Aragón, la laguna de Taravilla, el Barranco de la Hoz, y en general toda la red de pueblos que constituyen la zona y que muestran la gastronomía y la cultura de la zona.

## Cursos fluviales y naturaleza
En la zona se encuentran ríos como el río Gallo, el Bullones (afluente del anterior), el Cabrillas, el Tajuña, el Arandilla, el Salado, el Ablanquejo, el Hoz Seca y el Tajuelo.
Así mismo, parte de la comarca pertenece a la Confederación Hidrográfica del Ebro debido a que los ríos Piedra y Mesa van a desembocar al Jalón en las inmediaciones de Calatayud.
Esta zona es de gran interés tanto a nivel nacional como regional por su biodiversidad y su belleza paisajística.

## Gastronomía
Entre su gastronomía destaca el morteruelo (plato típico a base de diversos elementos de caza), el venado, las truchas y cangrejos de río, además de platos elaborados con trufas negras de la zona. Y en postres, patas de vaca, huevos de dulce y leche frita.